# 218 p.n.e.
| [ Edytuj tabelę ] |                                                                       |
| Król Baktrii      | - 230 p.n.e. Eutydemos 200 p.n.e.                                     |
| Król Bitynii      | - 229 p.n.e. Prusjasz I 182 p.n.e.                                    |
| Cesarz Chin       | - 221 p.n.e. Qin Shi Huang 210 p.n.e.                                 |
| Władca Egiptu     | - 221 p.n.e. Ptolemeusz IV 204 p.n.e.                                 |
| Król Ilirii       | - 230 p.n.e. Pinnes 217 p.n.e.                                        |
| Król Kapadocji    | - 220 p.n.e. Ariarates IV 163 p.n.e.                                  |
| Władca Korei      | - 220 p.n.e. Jun 194 p.n.e.                                           |
| Król Macedonii    | - 221 p.n.e. Filip V 179 p.n.e.                                       |
| Król Partów       | - 247 p.n.e. Arsakes 217 p.n.e.                                       |
| Władca Pergamonu  | - 241 p.n.e. Attalos I 197 p.n.e.                                     |
| Król Pontu        | - 220 p.n.e. Mitrydates III 185 p.n.e.                                |
| Władca Seleucydów | - 223 p.n.e. Antioch III Wielki 187 p.n.e.                            |
| Król Sparty       | - 219 p.n.e. Agesipolis III 215 p.n.e. - 219 p.n.e. Likurg 211 p.n.e. |
| Tyran Syrakuz     | - 275 p.n.e. Hieron II 215 p.n.e.                                     |

Rok 218 p.n.e.
stulecia: IV wiek p.n.e. ~
III wiek p.n.e. ~
II wiek p.n.e.

lata: 228 p.n.e. «
222 p.n.e. «
221 p.n.e. «
220 p.n.e. «
219 p.n.e. «
218 p.n.e. »
217 p.n.e. »
216 p.n.e. »
215 p.n.e. »
214 p.n.e. »
208 p.n.e.

## Wydarzenia
- Zaczęła się II wojna punicka.
- Lex Claudia w Rzymie.
- Malta przeszła pod władanie Republiki rzymskiej.
- Czerwiec[1] – Hannibal na czele kartagińskiej armii wyruszył z Hiszpanii na Rzym.
- Lipiec[1] – Kartagińczycy przekroczyli Ebro.
- 17 września[1] – Hannibal dotarł nad Rodan. Następnie bitwa nad Rodanem przeciw Wolkom blokującym przeprawę.
- 8 listopada[1] – Kartagińczycy zeszli z Alp na Nizinę Padańską.
- Listopad – bitwa nad rzeką Ticinus, klęska wojsk rzymskich.
- 18 grudnia – bitwa nad Trebią, wojska Hannibala po raz drugi zwyciężyły Rzymian.